# Calle Graf Ignatiev
La Calle Graf Ignatiev (en búlgaro: Улица Граф Игнатиев) generalmente llamada Grafa (que significa El Conde) es una calle central popular en la capital de Bulgaria la ciudad de Sofía. Fue llamada así en honor de un hombre de Estado ruso y Conde diplomático Nicolás Pavlovich Ignatiev. La calle se encuentra entre el bulevar Evlogi Georgiev, después del cual se le llama Bulevar Dragan Tsankov, al este y Calle Alabin, cerca del bulevar Vitosha, al oeste. Es atravesado por las vías principales como el Bulevar Vasil Levski y la calle Georgi Rakovski. Varios de los puntos de referencia de Sofía están situados a lo largo de la calle, como la calle patriarca Eutimio, la Iglesia Sveti Sedmochislenitsi, la Plaza Slaveykov y ña Plaza Garibaldi. Hay varias líneas de tranvía que se desarrollan a lo largo de la calle. El 26 de abril de 2007 el abogado de la Municipalidad de Capital tomó la decisión de hacer Graf Ignatiev una calle peatonal.